# Przebudowa
Przebudowa – wykonywanie robót budowlanych, w wyniku których następuje zmiana parametrów użytkowych lub technicznych istniejącego obiektu budowlanego, z wyjątkiem charakterystycznych parametrów, jak: kubatura, powierzchnia zabudowy, wysokość, długość, szerokość bądź liczba kondygnacji. W przypadku dróg są dopuszczalne zmiany charakterystycznych parametrów technicznych i eksploatacyjnych w zakresie niewymagającym zmiany granic pasa drogowego.